# Šiljakovina
 Šiljakovina  falu Horvátországban Zágráb megyében. Közigazgatásilag Velika Goricához tartozik.

## Fekvése
Zágráb központjától 20 km-re délre, községközpontjától 10 km-re délnyugatra a Vukomerići dombok között fekszik.

## Története
A település a Šiljak patakról kapta a nevét, amely mellett fekszik. Kravarsko plébániájához tartozik.
1857-ben 242, 1910-ben 543 lakosa volt. Trianon előtt Zágráb vármegye Nagygoricai járásához tartozott. 2001-ben 720 lakosa volt.

## Lakosság
| Lakosság változása | Lakosság változása | Lakosság változása | Lakosság változása | Lakosság változása | Lakosság változása | Lakosság változása | Lakosság változása | Lakosság változása | Lakosság változása | Lakosság változása | Lakosság változása | Lakosság változása | Lakosság változása | Lakosság változása |
| ------------------ | ------------------ | ------------------ | ------------------ | ------------------ | ------------------ | ------------------ | ------------------ | ------------------ | ------------------ | ------------------ | ------------------ | ------------------ | ------------------ | ------------------ |
| 1857               | 1869               | 1880               | 1890               | 1900               | 1910               | 1921               | 1931               | 1948               | 1953               | 1961               | 1971               | 1981               | 1991               | 2001               |
| 242                | 318                | 328                | 413                | 448                | 543                | 374                | 655                | 732                | 752                | 708                | 699                | 677                | 631                | 720                |

## Nevezetességei
Szent Péter és Pál apostolok tiszteletére szentelt temploma.

## Külső hivatkozások
- Velika Gorica hivatalos oldala
- Velika Gorica turisztikai egyesületének honlapja